# Jack Gibson
Jack Gibson amerikai (1969. szeptember 4. –) basszusgitáros, aki leginkább az Exodus tagjaként ismert.

## Pályafutása
A Circle of Vengeance nevű thrash metal zenekarban kezdett zenélni. Itt társa volt Mike Bennett és Steev Esquivel is, későbbi 40 Grit- és Skinlab-tagok. A Bay Area-beli zenekar hamarosan feloszlott, Gibson ezt követően a Wardance zenekar tagja lett. Az 1994-ben alakult együttes groove/thrasht játszott, tagjai között volt két Exodus-zenész Gary Holt és Tom Hunting is. Ekkoriban Tom testvére Mike segítette ki az együttest mint basszusgitáros. Gibson egy barátját ajánlotta énekesnek, aki végül nem vált be, de Gibson is rendre megjelent a próbákon. Mivel Mike egyszerre több zenekarban is játszott, ezért Gibson lett a basszusgitáros. 1997-ben az újjáalakuló Exodusba is meghívást kapott, így az év közepén megjelent Another Lesson in Violence koncertalbumon már Gibson basszusozása volt hallható.
Az Exodus tagjaként először 2004-ben debütált stúdiólemezen, a Tempo of the Damned kereskedelmileg és kritikai szempontból is sikert aratott. 2005-ben csatlakozott a Kalifornia államban székelő death metal zenekarhoz a Vilehoz. Itt a 2005-ben megjelent The New Age of Chaos albumon játszott, de ő volt hallható a 2008-ban publikált kislemezen a Wolf at Your Dooron is.
2004 óta biztos pontja az Exodusnak, játéka az azóta megjelent öt nagylemezen (Tempo of the Damned, Shovel Headed Kill Machine, The Atrocity Exhibition… Exhibit A, Let There Be Blood, Exhibit B: The Human Condition, Blood In, Blood Out) hallható, melyek közül személyes kedvencének a 2007-es The Atrocity Exhibition… Exhibit A albumot tekinti.
2013 novemberében pár koncert erejéig a Testamentet is kisegítette, de dolgozott a Dawn of Morgana nevű szimfonikusmetal-zenekarral is, azonban Exodus-beli kötelezettségei révén a távozás mellett döntött.
Zenei hatásként, olyan basszusgitárosokat említ, mint Geddy Lee, Billy Sheehan, Frank Bello, D. D. Verni és David Ellefson, basszusgitárok terén pedig a Yamaha márkát részesíti előnyben. Dunlop húrokat és TC Electronic erősítőket használ. Tom Hunting dobossal van egy country-bluegrass projektje, a Coffin Hunter is, mely ugyan csak hobbizenekar, de már lemezt is megjelentetett. Itt Gibson mandolinon, bendzsón és steel gitáron játszik.

## Diszkográfia

### Exodus
- Another Lesson in Violence (1997)
- Tempo of the Damned (2004)
- Shovel Headed Kill Machine (2005)
- The Atrocity Exhibition… Exhibit A (2007)
- Let There Be Blood (2008)
- Shovel Headed Tour Machine: Live At Wacken & Other Assorted Atrocities (2010)
- Exhibit B: The Human Condition (2010)
- Blood In, Blood Out (2014)

### Vile
- The New Age of Chaos (2005)
- Wolf at Your Door (2008) (kislemez)

### Coffin Hunter
- Coffin Lord (2017) EP